# Spilichneumon victoriae
Spilichneumon victoriae är en stekelart som beskrevs av Heinrich 1965. Spilichneumon victoriae ingår i släktet Spilichneumon och familjen brokparasitsteklar. Inga underarter finns listade i Catalogue of Life.